# 福德村 (嘉義縣)
23°33′26.7″N 120°20′37.1″E / 23.557417°N 120.343639°E
福德村是臺灣嘉義縣新港鄉轄下的行政區。面積約0.633439平方公里，行政區包含22鄰，604戶，男性993人，女性947人，共1940人。本村因有一座西安宮供奉福德正神而得名。

## 地理
新港鄉福德村東臨大興村，南臨宮前村西方與北方則以共和村為界。有縣道159 及縣道164貫穿。

## 聚落歷史
新港鄉福德村在日治時代為第六保，戰後因福德村有一座土地公廟西安宮供奉福德正神，而命名。福德村大部份務農為主，以稻米為主要農產品。

## 教育
福德村有兩間學校，分別為新港國小及新港國中。

### 新港國小
1898年9月1日（光緒24年）於新港松仔腳舊鹽務館設立嘉義國語傳習所新港分教場，後於西元1898 年10月1日（明治30年）改校名為新港公學，板根十二郎教倫為首任校長。
1921年4月24日(大正10年)改稱為新港公學校。
1936年5月5日(昭和11年)第九任校長平井司將松子腳校舍全部遷至現今校址。
1941年4月1日(昭和16年)改為新港國民學校。
1945年12月6日(民國34年)鄭盛先生為戰後第一任校長。
1946年4月1日(民國35年)改稱為新港鄉第一國民學校 。
1947年4月1日(民國36年)改稱為新港鄉新港民學校 。
1968年8月(民國57年)改稱新港鄉新港國民小學。

### 新港國中
創立於1955年，時為省立嘉義中學新港分部，設立目的是因國共內戰期間，為了防空疏散的需求，由都市的省立中學至鄉村設置分校。1961年後改制為嘉義縣立新港中學。

## 文化資源

### 新港西安宮
由初期居民捐款，創立「西安堂」於「蔴園寮庄」
，一開始規模較小。1908年(明治41年)發生大地震，廟宇被震毀，在1909年(明治42年)建廟宇於現址。
現址位於嘉義縣新港鄉福德村福德路94號，於西元1810年(嘉慶15年)建立。為祈求全境農產季季豐收，庇境佑民。主祀神明是土地公。2000年9月17日第四屆第三次信徒大會，決定正式改換為「西安宮」。 

### 新港文教基金會
新港文教基金會位於嘉義縣新港鄉新中路305號。成立於1987年，創會起源是陳錦煌醫師邀請雲門舞集的創辦人林懷民回鄉公演。而林懷民先生捐出了演出費用新台幣十五萬元。在陳醫師的的帶領下，短短三個月募足了新台幣一百萬的捐款。新港文教基金會正式成立，為台灣第一個鄉鎮級的基金會。

## 景點
自然史教育館於新港國小校區內在1996年5月23日（民國85年）落成開館營運，館內收藏許多古代文物、礦物、岩石及動物標本。其中動物標本許多是延續日治時代嘉義博物館的製作收藏。